# Паспорт гражданина Антигуа и Барбуды
Паспорт гражданина Антигуа и Барбуды — основной документ, который выдаётся гражданам Антигуа и Барбуды для совершения поездок за границу. Паспорт Антигуа и Барбуды также является паспортом Caricom, поскольку Антигуа и Барбуда является членом Карибского сообщества.
В апреле 2017 году Антигуа и Барбуда начала выдавать биометрические паспорта. Гражданам страны заменяют машиночитаемые паспорта на биометрические до 31 декабря 2021 года. Все паспорта старого машиночитаемого образца перестанут действовать с 1 января 2022 года. Для получения нового паспорта гражданину нужно заполнить специальную форму.
В 2018 году премьер-министр Гастон Браун, подтвердил что гражданство можно оформить через криптовалюту, и он ожидает, что этот шаг привлечет крипто-инвесторов и укрепит позиции местных банков. До этого все платежи по программе проводились исключительно в долларах США.

## Визовые ограничения
В 2009 году правительство Антигуа и Барбуды подписало соглашение о выдаче визы с Европейским союзом, которое разрешает гражданину Антигуа и Барбуды посещать страны Шенгенского соглашения без визы сроком на 3 месяца в течение любого 6-месячного периода после даты первого въезда в любую страну ЕС.
В 2017 году владельцы паспортов Антигуа и Барбуды пользовались безвизовым доступом или визой по прибытии в 134 страны и территории, занимая 30-е место в мире в соответствии с индексом визовых ограничений. По состоянию на 27 июня 2017 года гражданам Антигуа и Барбуды требуется виза для посещения Канады.
Существует программа для инвесторов-иммигрантов со следующими особенностями:
- требование проживания всего 5 дней за 5 лет (в августе 2020 года было отменено временно 5 дневное посещение в связи с Covid-19);
- признание двойного гражданства;
- отсутствие налога на мировые доходы;
- нет интервью, образование или управленческий опыт не требуется;
- возможность посещения более 130 стран мира;
- быстрая обработка в течение 3 месяцев с включением зависимых детей в возрасте до 25 лет;
- включение зависимых родителей старше 65 лет, которые в настоящее время проживают с заявителем;
- включение умственно или физически оспариваемых или на иждивении детей и / или родителей.

В 2020 года были изменения инвестиционной программы Антигуа и Барбуды: государство внесло в опцию покупки недвижимости, недвижимость премиум-класса по цене $200 000. Кроме того, в марте 2020 внесли поправку, которая позволяет двум заявителям приобрести одно жилье за $400 000, если каждая сторона вложит по $200 000, это подтвердил руководитель инвестиционной программы Шармейн Куинланд-Донован в интервью Forbes.